# Michael McCann
Michael McCann, född den 26 december 1977 i Sydney, Australien, är en australisk landhockeyspelare.
Han tog OS-guld i herrarnas landhockeyturnering i samband med de olympiska landhockeytävlingarna 2004 i Aten.